# دمبدف دوستین
دمبدف دوستین، روستایی در دهستان وشنام دری بخش مرکزی شهرستان چابهار در استان سیستان و بلوچستان ایران است.

## جمعیت
بر پایه سرشماری عمومی نفوس و مسکن در سال ۱۳۹۵، جمعیت این روستا برابر با ۷۳ نفر (۱۸ خانوار) بوده‌است.